# 惑わしの島々
惑わしの島々（まどわしのしまじま、Enchanted Isles)は、J・R・R・トールキンの小説、『ホビットの冒険』、『指輪物語』、『シルマリルの物語』の舞台、中つ国にある島々。ノルドールの叛乱者がアマンの地へと戻ることを防ぐため、ヴァラールによって置かれた魔法の島々。

## ヴァリノール隠し
惑わしの島々は、ノルドールの叛乱のあと、かれらが西方のアマンの地へと帰ることを妨げるため、トル・エレッセアの東の海域にヴァラールによって南北に広く置かれた島々であった。その海域は霧に覆われて暗く、その岩場がつくる波音は船乗りに海を厭わせ、しかし島々にひとたび足を踏み入れれば、かれらは魔法の眠りに落ち、「世界の変わる日」まで目覚めることはない。

## 航海者エアレンディル
ベレリアンドのエルフとエダインの運命がいよいよ極まると、エアレンディルはシルマリルの光とともに西方へと航海し、イルーヴァタールの子らのうちただ一人、惑わしの島を通り抜け、ヴァラールの許しと助力を乞うた。